# Keith Lowe (Fußballspieler)
Keith Stephen Lowe (* 13. September 1985 in Wolverhampton) ist ein englischer Fußballspieler. Der sowohl in der Innenverteidigung als auch auf der rechten Seite einsetzbare Abwehrspieler wurde bei den Wolverhampton Wanderers ausgebildet, konnte sich dort jedoch nicht dauerhaft durchsetzen und wechselte nach diversen Kurzaufenthalten zunächst 2010 zum Viertligisten Cheltenham Town und von dort gut dreieinhalb Jahre später zum Ligakonkurrenten York City.

## Sportlicher Werdegang
Lowe besuchte in seiner Heimatstadt die Akademie der Wolverhampton Wanderers und kam am 23. August 2004 im Ligapokal gegen den AFC Rochdale (4:2) zu seinem ersten Pflichtspiel in der Profimannschaft. Im November 2004 unterschrieb er den ersten Profivertrag bei den „Wolves“; dabei war er zu dieser Zeit mit elf Ligaeinsätzen regelmäßig in der Anfangsformation zu finden. In der Folgezeit sollte sich der junge Abwehrspieler aber nicht in der ersten Mannschaft etablieren können und so erhielt er zwischen 2005 und 2008 zumeist nur bei „Gastvereinen“ als Leihspieler sporadisch Spielpraxis.
Das erste Kurzengagement führte ihn zu Beginn der Spielzeit 2005/06 zum Zweitligakonkurrenten FC Burnley. Er kehrte im Dezember 2005 nach Wolverhampton zurück, um kurze Zeit später bei den Queens Park Rangers und danach beim walisischen Klub Swansea City für jeweils einen Monat auszuhelfen – damit absolvierte er während der Saison 2005/06 Pflichtspiele für vier verschiedene Profiklubs. Auch in der Folgespielzeit 2006/07 war Lowe als Leihspieler aktiv. Während aber die anfängliche Phase bei Brighton & Hove Albion zwischen August und September 2006 von wenig Erfolg gekrönt war, hinterließ er während der zwei folgenden Monate beim Drittligisten Cheltenham Town einen derart guten Eindruck, dass man ihn ein weiteres Mal einlud, um die Saison zu Ende zu spielen. Beim Drittligawettbewerber Port Vale bestritt er danach gleich die komplette Saison 2007/08 und absolvierte dort 31 Pflichtspiele. Die „Leih-Odyssee“ fand danach erst einmal ein Ende, da ihn sein Heimatklub in Wolverhampton im August 2008 für einen Transfer freigab.
Der Weg führte Lowe zu den unterklassigen Kidderminster Harriers, wo er auf Trainer Mark Yates traf, den er aus seiner Zeit in Burnley und Cheltenham kennengelernt hatte. Mit 42 Meisterschaftsspielen war er bei seinem neuen Klub auf Anhieb eine feste Größe. Er fiel dann jedoch notwendigen Budgetkürzungen im Verein zum Opfer und wechselte dafür im Mai 2009 zu Hereford United, das kurz zuvor in die viertklassige Football League Two abgestiegen war. Nach einer Saison und 19 Ligapartien unterschrieb er beim Ex-Leihklub und Hereford-Ligakonkurrenten Cheltenham Town einen weiteren Einjahresvertrag.
Insgesamt blieb Lowe bis Ende November 2013 in Cheltenham, bevor er sich zunächst leihweise bis Januar 2014 dem Ligakonkurrenten York City anschloss. Im Januar 2014 unterzeichnete er in York schließlich einen Vertrag bis zum Ende der Saison 2015/16.